# Parabola del figlio prodigo

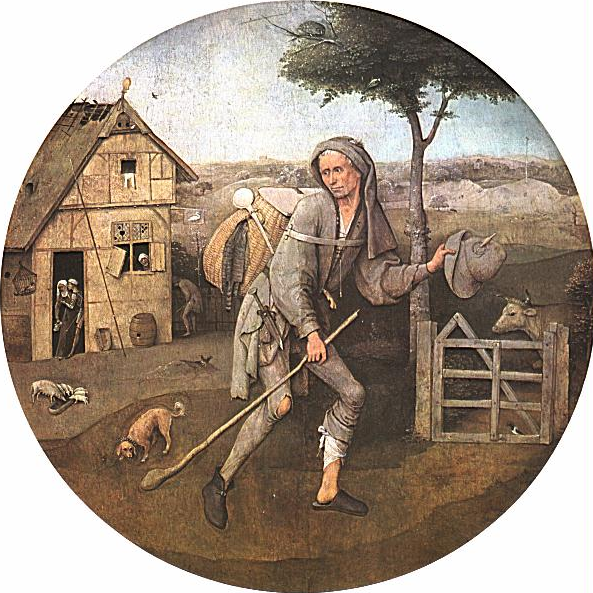
Il figlio prodigo, dipinto di Hieronymus Bosch - 1510.

La parabola del figlio prodigo è una celebre parabola di Gesù, raccontata solamente nel Vangelo secondo Luca 15,11-32. La parabola viene anche chiamata parabola del figlio perso e ritrovato oppure parabola del padre misericordioso.
Con modo di dire un po' arcaico viene ricordata come parabola del figliol prodigo; storicamente le varie opere d'arte che si ispirano a questa parabola la ricordano con quest'ultimo titolo.
Il Vangelo di Luca la presenta come ultima di una trilogia composta anche dalla parabola della pecora smarrita (Luca 15,4-7) e dalla parabola della moneta smarrita (Luca 15,8-10).
Il termine figlio prodigo si riferisce ad un figlio che ritorna a casa dopo aver sperperato le sue ricchezze; l'espressione ha anche acquistato un senso più ampio in riferimento a chi non segue le aspettative di chi lo ha iniziato alla vita o ad una carriera.
Un'altra interpretazione è quella della vecchia e nuova alleanza. Il figlio maggiore rappresenta il vecchio testamento che rimane nella casa del Padre, ed il vitello grasso che viene citato è lo stesso Gesù che viene sacrificato per la salvezza del mondo.
Non va confusa con la parabola dei due figli.

## Il testo
| 11Disse ancora: «Un uomo aveva due figli. 12Il più giovane dei due disse al padre: «Padre, dammi la parte di patrimonio che mi spetta». Ed egli divise tra loro le sue sostanze. 13Pochi giorni dopo, il figlio più giovane, raccolte tutte le sue cose, partì per un paese lontano e là sperperò il suo patrimonio vivendo in modo dissoluto. 14Quando ebbe speso tutto, sopraggiunse in quel paese una grande carestia ed egli cominciò a trovarsi nel bisogno. 15Allora andò a mettersi al servizio di uno degli abitanti di quella regione, che lo mandò nei suoi campi a pascolare i porci. 16Avrebbe voluto saziarsi con le carrube di cui si nutrivano i porci; ma nessuno gli dava nulla. 17Allora ritornò in sé e disse: «Quanti salariati di mio padre hanno pane in abbondanza e io qui muoio di fame! 18Mi alzerò, andrò da mio padre e gli dirò: Padre, ho peccato verso il Cielo e davanti a te; 19non sono più degno di essere chiamato tuo figlio. Trattami come uno dei tuoi salariati». 20Si alzò e tornò da suo padre. Quando era ancora lontano, suo padre lo vide, ebbe compassione, gli corse incontro, gli si gettò al collo e lo baciò. 21Il figlio gli disse: «Padre, ho peccato verso il Cielo e davanti a te; non sono più degno di essere chiamato tuo figlio». 22Ma il padre disse ai servi: «Presto, portate qui il vestito più bello e fateglielo indossare, mettetegli l'anello al dito e i sandali ai piedi. 23Prendete il vitello grasso, ammazzatelo, mangiamo e facciamo festa, 24perché questo mio figlio era morto ed è tornato in vita, era perduto ed è stato ritrovato». E cominciarono a far festa. 25Il figlio maggiore si trovava nei campi. Al ritorno, quando fu vicino a casa, udì la musica e le danze; 26chiamò uno dei servi e gli domandò che cosa fosse tutto questo. 27Quello gli rispose: «Tuo fratello è qui e tuo padre ha fatto ammazzare il vitello grasso, perché lo ha riavuto sano e salvo». 28Egli si indignò, e non voleva entrare. Suo padre allora uscì a supplicarlo. 29Ma egli rispose a suo padre: «Ecco, io ti servo da tanti anni e non ho mai disobbedito a un tuo comando, e tu non mi hai mai dato un capretto per far festa con i miei amici. 30Ma ora che è tornato questo tuo figlio, il quale ha divorato le tue sostanze con le prostitute, per lui hai ammazzato il vitello grasso». 31Gli rispose il padre: «Figlio, tu sei sempre con me e tutto ciò che è mio è tuo; 32ma bisognava far festa e rallegrarsi, perché questo tuo fratello era morto ed è tornato in vita, era perduto ed è stato ritrovato»». Vangelo secondo Luca Ic 15,11-32. |

## La storia

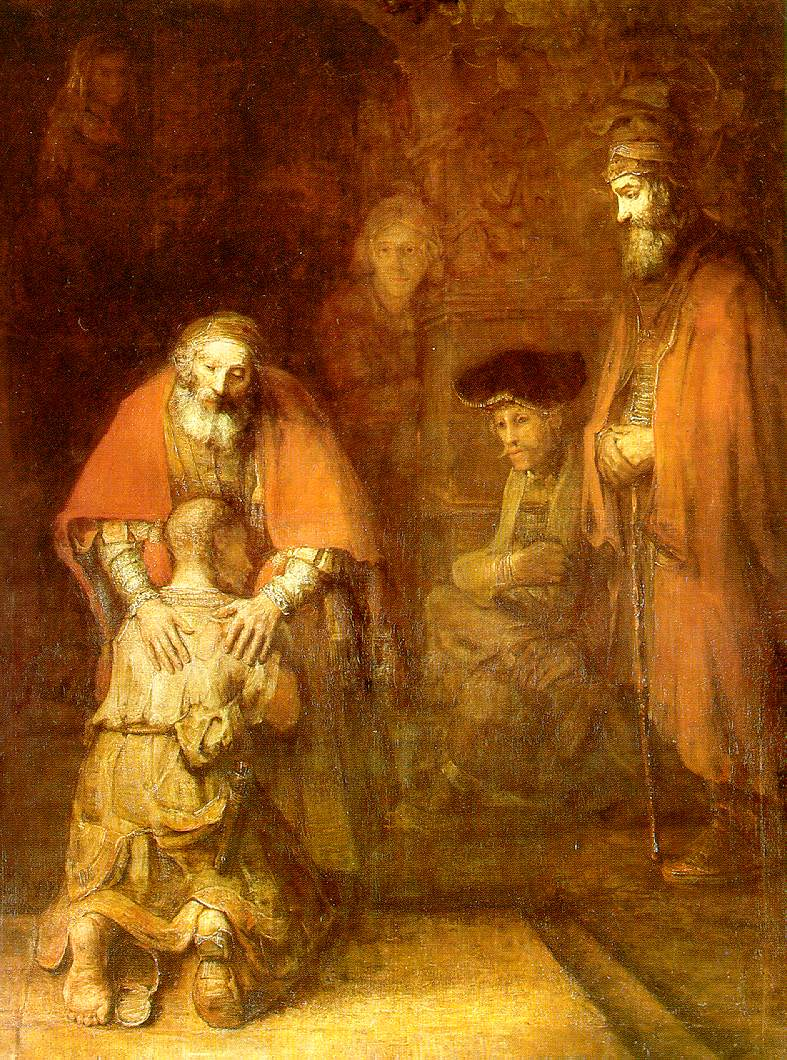
Il ritorno del figlio prodigo in un dipinto di Rembrandt.

Nella parabola che Gesù racconta, un uomo ha due figli e, nonostante non manchi loro nulla, il più giovane pretende la sua parte di eredità mentre il padre è ancora in vita. Ottenutala, si reca in un paese lontano dove spreca tutte le sue ricchezze con una vita dissoluta. Ridotto alla fame, per sopravvivere è costretto a fare il mandriano di porci. Medita pertanto in cuor suo di andare da suo padre e dirgli: 
 Ma, mentre è ancora per strada, il padre lo scorge e gli corre incontro, accogliendolo a braccia aperte, lo abbraccia e gli dà un bacio. Il figlio allora dice al padre: 
 Ma il padre lo interrompe e lo perdona, poi ordina ai suoi servi di preparare una grande festa per l'occasione, uccidendo allo scopo il "vitello grasso". 
Il primogenito non capisce perché al fratello dovrebbe essere riservato un simile trattamento, e ricorda al genitore che lui, che gli aveva sempre obbedito, non aveva mai ricevuto nemmeno un capretto per far festa con gli amici. Ma il padre rispose: 

## Interpretazioni
Anche se questa parabola è tradizionalmente ricordata come il figlio prodigo, questo titolo non è presente nel Vangelo e molti commentatori sostengono che sarebbe meglio chiamarla il figlio perso e ritrovato, anche in riferimento alle due parabole immediatamente precedenti della pecora perduta e della moneta smarrita. Infatti in tutte e tre il tema è la preoccupazione di Dio verso il peccatore pentito a preferenza di chi è rigorosamente giusto. D'altronde "prodigo" non significa perso ma significa dissipatore.
Altri commentatori preferirebbero il titolo il padre misericordioso sottolineando che il vero protagonista non è tanto il figlio prodigo quanto il padre che aspetta, che accoglie, che fa festa.
La parabola, che si trova solamente nel Vangelo di Luca, esprime bene la teologia distintiva di Luca dell'amore e della misericordia di Dio. Il perdono del figlio non è condizionato da buoni propositi; il padre infatti lo accoglie ancor prima che abbia la possibilità di parlare e di esprimere il proprio pentimento. Tale misericordia è ben espressa dalle azioni del padre stesso. Nella parabola è lui a compiere il primo passo. Il racconto di Luca (secondo la versione CEI) dice infatti che: "Quando era ancora lontano... gli corse incontro, gli si gettò al collo e lo baciò " (Luca 15, 20). Una misericordia incondizionata motivata dal ritrovamento del figlio perso, morto e ritornato in vita (Nuova Riveduta. Luca 15, 32).

### Interpretazione di Henri Denis
Il teologo francese Henri Denis, nella sua opera Gesù, il Prodigo del Padre, sostiene una tesi originale, ovvero che il figlio prodigo rappresenti in realtà Gesù Cristo (il Figlio) che dà al mondo l'eredità datagli da Dio-Padre, utilizzandola persino con le prostitute (redimendole); e infine, con questa eredità ormai consumata, viene umiliato nel fango con gli esseri più immondi; ritornato al Padre con l'eredità consumata nel mondo, Egli lo accoglie rivestendolo di ogni onore. 
Il "fratello maggiore" del "figlio prodigo" rappresenterebbe il popolo ebraico, che ritenendosi retto e giusto non riconosce l'opera fatta dal Figlio (da Gesù Cristo) per rendere giusti coloro che non lo sono (i non-ebrei), ovvero sperperando i doni di Dio donandoli ai peccatori.

### Esegesi di Paolo Farinella
Sulla parabola del figliol prodigo ha scritto il biblista Paolo Farinella, nel suo testo intitolato "Il padre che fu madre" (2010), titolo con cui secondo Farinella andrebbe chiamata la parabola. La figura di Dio, incarnata nel padre della parabola, ha infatti spirito paterno e materno nello stesso tempo, concezione corrispondente alla stessa raffigurazione di Rembrandt, che rappresenta il padre come avente una mano maschile e l'altra femminile. Il dipinto di Rembrandt è stato usato per la copertina del testo redatto da Farinella.

## Nell'arte
La parabola del figlio prodigo ha ispirato molti artisti nei secoli:
- nel cinema
  - Il figliuol prodigo - 1955.
- nella letteratura
  -  Le lagrime del figliol prodigo - Gondola - 1622.
  - Il figliol prodigo - Voltaire - 1736.
- nella musica
  - Il figliol prodigo - Henryk Opienski - Oratorio.
  - Il figliol prodigo - Giacomo Antonio Perti - Oratorio.
  - The Prodigal Son - Arthur Sullivan - Oratorio.
  - Il figliol prodigo - Amilcare Ponchielli - opera lirica - 1880.
  - The Prodigal Son - Benjamin Britten - opera lirica - 1968.
  - Il ritorno del figliol prodigo - Darius Milhaud - Musique vocale.
  - Il figliol prodigo - Sergej Prokof'ev - balletto.
  - Prodigal son - Rolling Stones - canzone.

- nella pittura

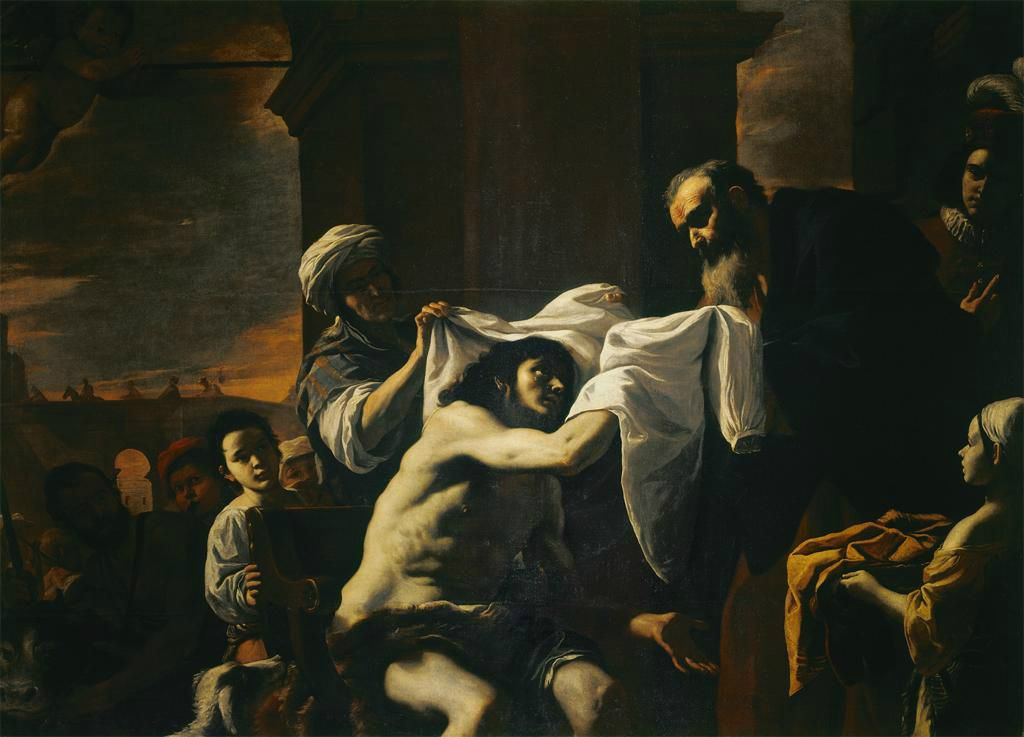
Ritorno del figliol prodigo Mattia Preti (202x285 cm) olio su tela 1658 - palazzo Reale di Napoli

  - Il figliol prodigo - Gerard van Honthorst.
  - Parabola del Figliuol prodigo - Bartolomé Esteban Murillo.
  - Ritorno del figliol prodigo - Mattia Preti - 1658.
  - Il figliol prodigo - Hieronymus Bosch - 1510.
  - Il ritorno del figliol prodigo - Lucio Massari - 1614.
  - Il ritorno del figliol prodigo - Guercino - 1619.
  - Allegra coppia - Rembrandt - 1636.
  - Mezzana - Jan Vermeer -1656.
  - Il ritorno del figliol prodigo - Rembrandt - 1669.
  - Il figliol prodigo - Giorgio de Chirico - 1922.
  - Il figliol prodigo - Max Beckmann - 1949.